# 高川定次郎
高川 定次郎（たかがわ ていじろう、1856年9月16日（安政3年8月18日）- 1921年（大正10年）11月25日）は、明治から大正期の実業家、政治家。衆議院議員、兵庫県会議長、兵庫県赤穂郡坂越村長。

## 経歴
播磨国赤穂郡坂越村（兵庫県赤穂郡坂越村、坂越町を経て現赤穂市坂越）で、油製造業、廻船業、塩業・高川定十郎の息子として生まれた。室井源仙に師事し、漢学、習字、算数を修めた。その後、赤穂郡北野中村の鍋島智成から漢籍を学んだ。
1877年（明治10年）坂越村小学校教員となり数年間在任。1883年（明治16年）3月、赤穂郡全町村連合会議員に就任。1885年（明治18年）12月、兵庫県会議員に選出され、同常置委員、同副議長、同議長も務めた。1894年（明治27年）4月、坂越村長に就任。その他、赤穂郡徴兵参事員、所得税調査委員、帝国教育会評議員なども務めた。
産業界では、赤穂郡農産調査委員、同勧業会議員、西播五郡勧業会議員、播磨沿海八郡漁業会議長、大日本水産会兵庫県支部副会頭、兵庫県農工銀行設立委員などを務め、1894年10月、坂越銀行頭取に就任した。その他、神戸貿易監査役、相生銀行取締役、播磨耐火煉瓦取締役なども務めた。
1890年（明治23年）7月、第1回衆議院議員総選挙（兵庫県第8区、立憲改進党）で落選。1898年（明治31年）8月、第6回総選挙（兵庫県第8区、憲政本党）で当選し、衆議院議員に1期在任した。